# نيكي زايرنغ
نيكي شايلر زايرنغ (بالإنجليزية: Nikki Schieler Ziering)‏ وهي ممثلة وعارضة أزياء أمريكية ولدت في يوم 9 أغسطس 1971 في مدينة نوروولك في كاليفورنيا في الولايات المتحدة، مثلت في فلم الزواج الأمريكي، إعتنقت اليهودية في سنة 1997.

## روابط خارجية
- نيكي زايرنغ على موقع IMDb (الإنجليزية)
- نيكي زايرنغ على موقع أول موفي (الإنجليزية)
- نيكي زايرنغ على موقع قاعدة بيانات الفيلم (الإنجليزية)